# (7341) 1991 VK
(7341) 1991 VK es un asteroide que forma parte de los asteroides Apolo, descubierto el 1 de noviembre de 1991 por Eleanor F. Helin y el también astrónomo Kenneth J. Lawrence desde el Observatorio del Monte Palomar, Estados Unidos.

## Designación y nombre
Designado provisionalmente como 1991 VK.

## Características orbitales
1991 VK está situado a una distancia media del Sol de 1,842 ua, pudiendo alejarse hasta 2,775 ua y acercarse hasta 0,9090 ua. Su excentricidad es 0,506 y la inclinación orbital 5,415 grados. Emplea 913,208 días en completar una órbita alrededor del Sol.

## Características físicas
La magnitud absoluta de 1991 VK es 16,7. Está asignado al tipo espectral Sq según la clasificación SMASSII.